# 昆明国际无线电支台旧址
昆明国际无线电支台旧址，是中国云南省昆明市的一处省级文物保护单位，包括五华区团山发信台和西山区红庙收信台。
昆明国际无线电支台成立于1938年，因当时电信事业由中华民国交通部管理，故全称“交通部昆明国际无线电支台”，总台设在成都。昆明支台原由发信台、收信台、中心控制室和营业室组成，承担了抗日战争期间中国与其他同盟国之间无线电通讯。1944年，重庆国际无线电电台成立，昆明支台裁撤，其房屋设施及部分设备转交云南电信部门使用至2004年。现团山发信台与红庙收信台基本保存完好。
- 团山发信台旧址：位于今五华区黑林铺街道团山社区美丽新世界·泉印兰亭小区旁，占地面积1155平方米，建筑有由四幢砖木结构中西式结合的平房。
- 红庙收信台旧址：位于今西山区前卫街道红庙社区前旺路南侧未名城二期小区旁，占地面积约1.5亩，主体建筑占地250平方米，呈“L”形，砖木石结构，青砖青瓦。[2]

昆明国际无线电支台旧址2011年公布为市级文物保护单位；2019年2月21日，公布为第八批云南省文物保护单位；2019年10月18日，入选首批中央企业工业文化遗产（信息通信行业）名录。